# 폴린 핸슨

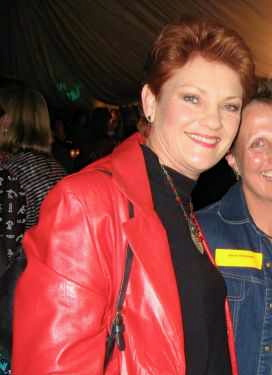
폴린 핸슨

폴린 리 핸슨(영어: Pauline Lee Hanson, 1954년 3월 27일 ~ )은 오스트레일리아의 정치인이다. 1997년부터 2002년과 2014년부터 현재까지 폴린 핸슨의 원 네이션 대표를 역임했다.
1994년 퀸즐랜드주의 입스위치 시의회 의원으로 정치에 입문했으며, 1995년 오스트레일리아 자유당에 입당한 뒤 1996년 오스트레일리아 총선에서 옥슬리 선거구에 출마해 당선되었다. 이후 1997년 우파 민족주의 성향의 정당 폴린 핸슨의 원 네이션을 창단했으나, 1998년 오스트레일리아 총선에서 낙선하였다. 이후 몇몇 주의 선거에 도전했으나 2002년 당에서 제명되었으며, 2003년 브리즈번 지방 법원에서 부정 선거 혐의로 유죄 판결을 받아 11주동안 감옥에서 지낸 뒤 퀸즐랜드 항소 법원에서 판결이 뒤집혀 풀려났다. 그 뒤 2013년에 폴린 핸슨의 원 네이션에 재입당해 2014년에 대표에 선임되었으며, 2016년 오스트레일리아 총선에서 상원 의원으로 선출되었다.

## 역대 선거 결과
| 선거명      | 직책명                   | 대수 | 정당                  | 1차 득표율 | 1차 득표수 | 2차 득표율 | 2차 득표수 | 결과 | 당락                 |
| ----------- | ------------------------ | ---- | --------------------- | ---------- | ---------- | ---------- | ---------- | ---- | -------------------- |
| 1996년 선거 | 하원의원 (옥슬리 선거구) | 38대 | 무소속                | 48.61%     | 33,960표   | 54.66%     | 38,129표   | 1위  | 옥슬리 하원의원 당선 |
| 1998년 선거 | 하원의원 (블레어 선거구) | 39대 | 폴린 핸슨의 원 네이션 | 35.97%     | 24,516표   | 46.60%     | 31,766표   | 2위  | 낙선                 |